# Kmanek Haburas Unidade Nasional Timor Oan
Kmanek Haburas Unidade Nasional Timor Oan KHUNTO (deutsch: Bereicherung der Nationalen Einheit der Söhne Timors) ist eine politische Partei in Osttimor. Sie hat enge Beziehungen zur Kampfsportgruppe Korka. Seit 2021 hat KHUNTO ihren nationalen Sitz im Suco Manleuana der Landeshauptstadt Dili.

## Geschichte

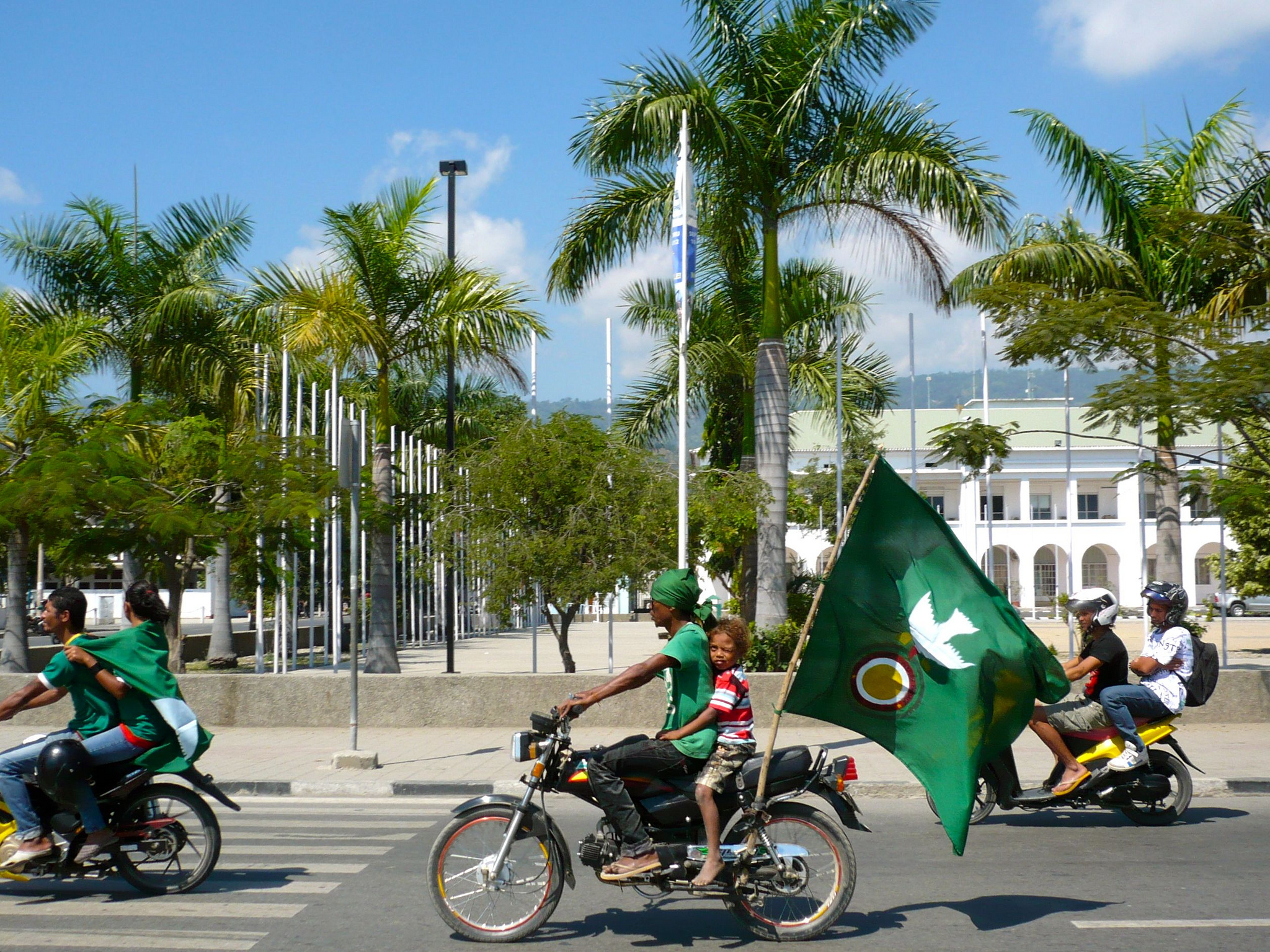
KHUNTO-Wahlkampf 2012 in Dili

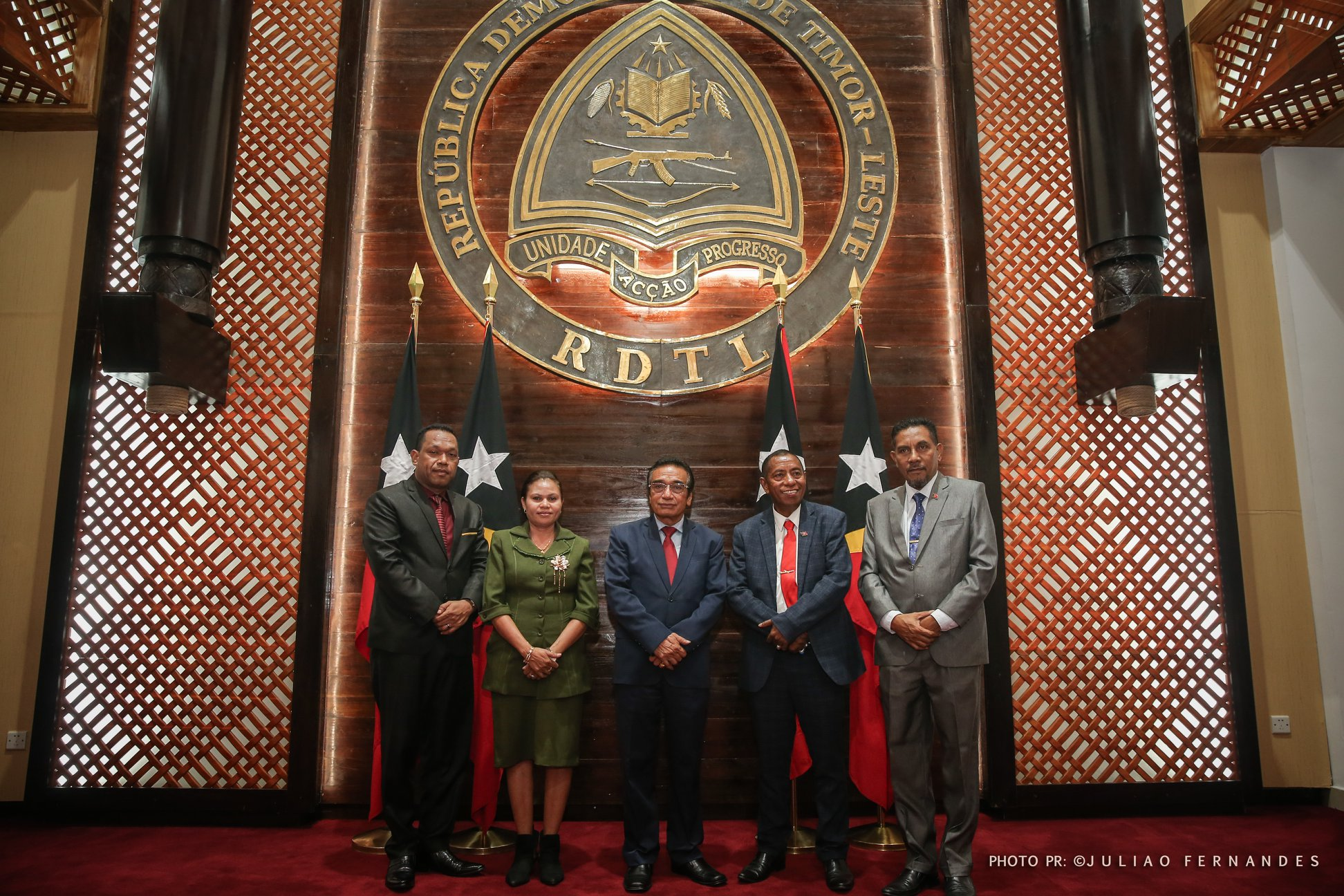
KHUNTO-Führung nach einem Krisengespräch mit Staatspräsident Francisco Guterres (23. Januar 2020). Von Links: Luís Roberto da Silva, Armanda Berta dos Santos, Francisco Guterres, José Agustinho da Silva und António Maria Nobre Amaral Tilman

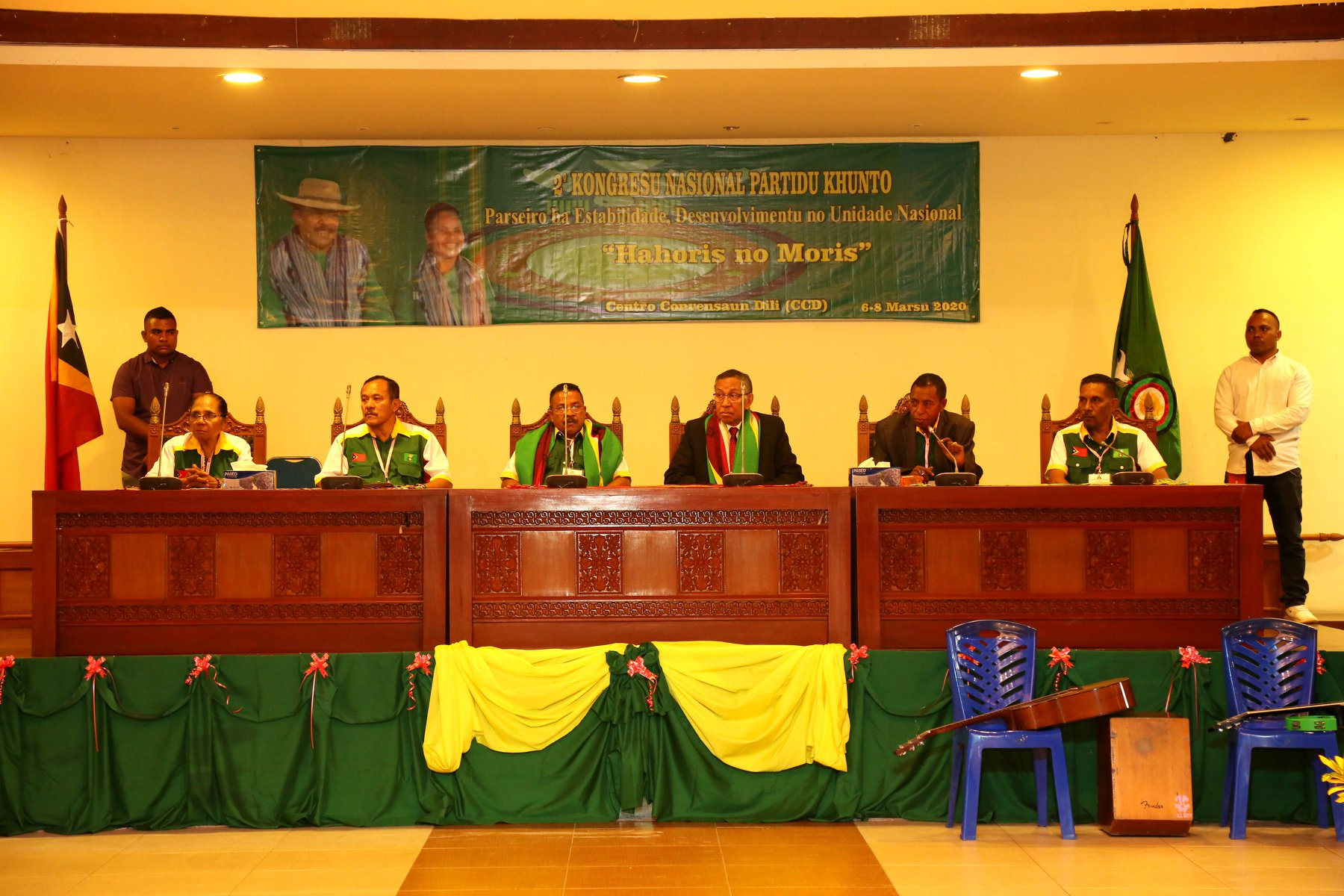
Zweiter Nationalkongress der KHUNTO zum Beschluss der neuen Allianz (6. März 2020)

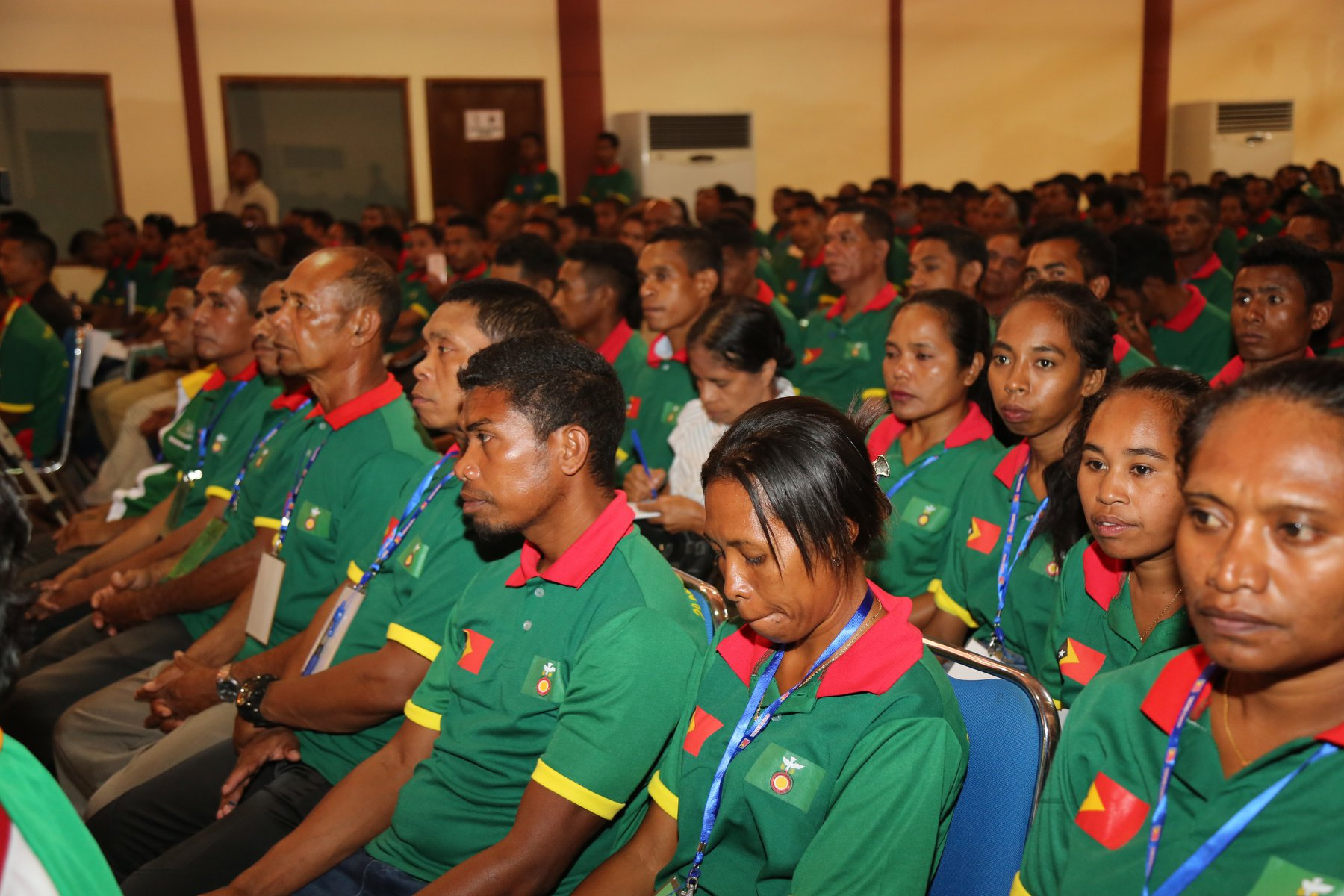
Delegierte beim
Zweiten Nationalkongress

Die Partei wurde offiziell am 22. Juni 2011 registriert.
Bei den Parlamentswahlen 2012 scheiterte die KHUNTO mit 13.998 Stimmen (2,97 %) an der Drei-Prozent-Hürde als landesweit fünftstärkste Partei. In ihrer Hochburg Ainaro erhielt sie 1.264 Stimmen, was einem Anteil von 5,09 % entsprach; in Manatuto mit 1.085 Stimmen sogar 5,33 %. Über 3 % erhielt die KHUNTO außerdem in den damaligen Distrikten Aileu (3,95 %), Baucau (3,08 %), Bobonaro (3,17 %), Ermera (3,05 %), Lautém (3,01 %) und Liquiçá (3,19 %).
Bei den Präsidentschaftswahlen in Osttimor 2012 unterstützte die KHUNTO den FRETILIN-Kandidaten Francisco Guterres, 2017 aber seinen Konkurrenten António da Conceição von der Partido Democrático (PD). Während Guterres 2012 zweiter wurde, gewann er die Wahlen 2017 vor Conceição.
Bei den Parlamentswahlen in Osttimor 2017 gelang der KHUNTO mit 6,43 % der Stimmen als kleinste Partei der Einzug in das Parlament. Sie hat dort nun fünf Sitze. Es kam zur Bildung einer Minderheitsregierung aus FRETILIN und PD. Die KHUNTO hatte am Tag der Unterzeichnung des Koalitionsvertrags, wegen parteiinterner Streitigkeiten, ihre Zusage zur Beteiligung zurückgezogen, sagte der Minderheitsregierung aber Unterstützung im Parlament zu. Allerdings fehlten FRETILIN, PD und KHUNTO bereits bei der Wahl des Parlamentspräsidenten Aniceto Guterres Lopes (FRETILIN) am 4. September zwei Stimmen, so dass Lopes nur mit einer Stimme Mehrheit seinen Amtsvorgänger Adérito Hugo da Costa (CNRT) schlug. Nach der Auflösung des Parlaments und Ausrufung der Neuwahlen 2018 beschlossen am 1. Februar 2018 die drei Parteien der AMP auch im Wahlkampf zusammenzuarbeiten. Dafür wurde das Bündnis in Aliança para Mudança e Progresso umbenannt.
Am 6. Oktober schickten die 35 Abgeordneten von CNRT, PLP und KHUNTO einen Brief an Staatspräsident Francisco Guterres, in dem sie ihre Bereitschaft bekundeten, eine „alternative Lösung für eine Regierung anzubieten“, um „Frieden, Stabilität und Entwicklung“ sicherzustellen zu können. Guterres wird dafür kritisiert, eine Minderheitsregierung anzuerkennen, statt „nach einer Lösung zu suchen, die eine Mehrheitsregierung ermöglicht hätte“. Am 8. Oktober erklärten die drei Oppositionsparteien die Gründung des Blocks „Oppositionelle Allianz der parlamentarischen Mehrheit“ (tetum Aliansa Opozisaun Maioria Parlamentar AOMP), mit der sie die Arbeit der Regierung kontrollieren wollen. Am 12. Oktober unterschrieben CNRT, PLP und KHUNTO offiziell eine Vereinbarung zur Bildung der neuen Aliança da Maioria Parlamentar.
Bei den Parlamentswahlen am 12. Mai 2018 gelang der AMP mit einem Stimmanteil von 49,6 % (309.663 Stimmen) 34 der 65 Sitze und somit die absolute Mehrheit im Parlament zu erringen.
PLP-Chef Taur Matan Ruak wurde am 22. Juni 2018 zum Premierminister vereidigt und führte nun die VIII. konstitutionelle Regierung Osttimors. Allerdings lehnte Staatspräsident Francisco Guterres (FRETILIN) einen Großteil der Ministerkandidaten des CNRT und zwei der KHUNTO wegen „ethischen Gründen“ ab, weswegen sie nicht vereidigt werden konnten. In den Folgemonaten leiteten deswegen Vizeminister und Minister anderer Ressorts die fehlenden Positionen, was immer mehr den Unmut des CNRT vergrößerte. Ende 2019 machten Abgeordnete des CNRT Premierminister Taur Matan Ruak mitverantwortlich dafür, dass nach 18 Monaten die Kandidaten noch immer nicht im Amt waren. Am 17. Januar 2020 scheiterte im Parlament der Regierungsvorschlag für den Haushalt 2020 erneut. Für den Entwurf stimmten nur die 13 Abgeordneten von PLP und KHUNTO. 15 Abgeordnete der Opposition stimmten dagegen, die Koalitionsabgeordneten des CNRT und die restlichen Oppositionsangehörige enthielten sich der Stimme. Taur Matan Ruak erklärte daraufhin das Ende der AMP.
Am 22. Februar unterzeichneten CNRT, KHUNTO, PD, UDT, FM und PUDD eine Koalitionsvereinbarung zur Bildung einer neuen Regierung. Am 24. Februar 2020 reichte Taur Matan Ruak seinen Rücktritt als Premierminister beim Präsidenten ein, blieb aber weiter amtsführender Premierminister. Präsident Guterres nahm aber weder das Rücktrittsgesuch an, noch löste er das Parlament auf. Auch den Vorschlag der Opposition Xanana Gusmão zum Premierminister zu ernennen, beantwortete er nicht.
PLP und FRETILIN gründeten ihrerseits eine Plattform als Gegengewicht gegen die neue Allianz. Als die COVID-19-Pandemie in Osttimor Auswirkungen zeigte, wurde der Ausnahmezustand verhängt. Taur Matan Ruak zog am daher am 8. April sein Rücktrittsgesuch zurück. Am 27. April wollte die neue Allianz den Antrag der Regierung auf eine Verlängerung des Ausnahmezustandes im Parlament scheitern lassen, doch die KHUNTO-Abgeordneten stimmten entgegen der Vorgabe für die Verlängerung. Am 29. April schied die KHUNTO offiziell aus der Allianz aus und am 30. April schlug die Regierung fünf FRETILIN- und ein PD-Mitglied dem Präsidenten vor, um die vakanten Plätze im Kabinett zu besetzen.
Zu den Parlamentswahlen 2023 vereinbarten KHUNTO, FRETILIN und PLP, nach den Wahlen erneut eine Regierungskoalition zu bilden. Allerdings gelang es der Plattform nicht, die Mehrheit im Parlament zu gewinnen. Die KHUNTO erhielt 52.031 Stimmen (7,51 %) und damit 5 der 65 Parlamentssitze.

## Ideologie

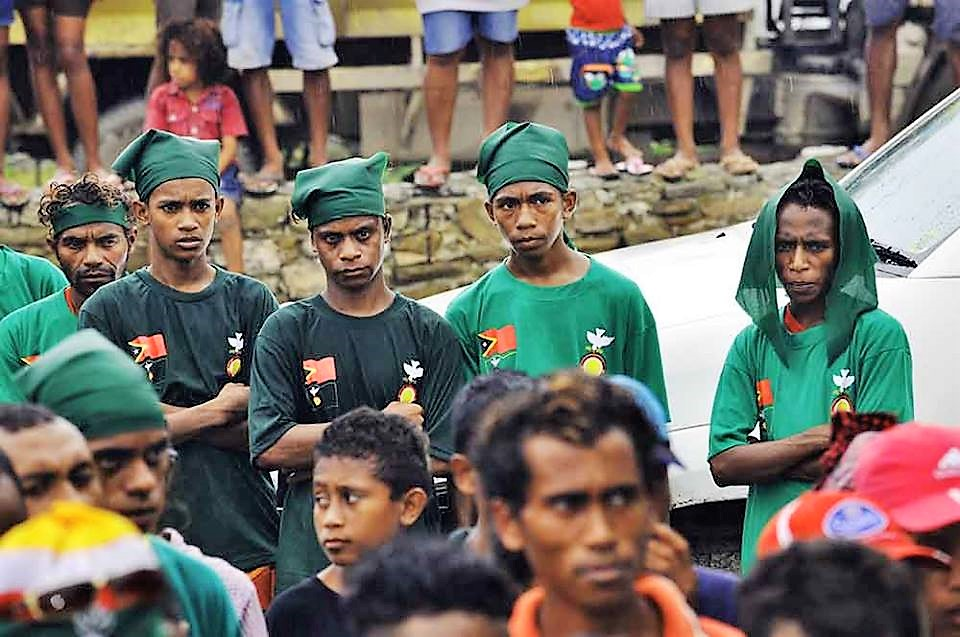
KHUNTO-Anhänger bei einer Wahlkampfveranstaltung von António da Conceição in Maliana 2017

KHUNTO hat die Korruptionsbekämpfung zum Kernpunkt ihres Programms erhoben. Die Partei verbindet das demokratische System mit traditionellen, timoresischen Glaubensvorstellungen, wie sie von rituellen und Martial-Arts-Gruppen in den letzten Jahren interpretiert wurden. Obwohl sich fast alle Osttimoresen zum katholischen Glauben bekennen, sind diese Vorstellungen weit verbreitet. Wähler erklären ihre Loyalität zur Partei mit einem „Blutschwur“ (juramento). Wird er nicht eingehalten, droht nach dem Glauben dem Schwurbrecher Unglück, Krankheit und Tod. Umgekehrt sind die Politiker durch den Schwur ihrer Wählerschaft verpflichtet, ihnen bei Problemen zu helfen und sich nicht durch politische Ämter zu bereichern. So sind weniger Details der Umsetzung politischer Ziele für die Wählerschaft relevant, als das Vertrauen, das man den KHUNTO-Mitgliedern entgegenbringt. Die Partei hat im Falle einer Regierungsübernahme das Ziel auch staatliche Beamte einen juramento schwören zu lassen, so dass sie im Falle von Korruption mit einer Bestrafung durch übernatürliche Kräfte zu fürchten hätten. Der bereits übliche Schwur auf die Bibel sehen KHUNTO-Anhänger als nicht so wirkungsvoll an, weil die Bestrafung bei Fehlverhalten nach dem christlichen Glauben erst nach dem Tod im Jenseits erfolge.
Die Bindung der Wähler durch den Schwur scheint aber nur teilweise erfolgreich. Laut einem Parteiführer legten 89.000 Wähler vor den Parlamentswahlen 2017 den juramento ab, KHUNTO erhielt aber nur 36.547 Stimmen. Zum einen kamen die Stimmen aus den Reihen arbeitsloser Jugendlicher, die keine Perspektiven sehen und oft Anhänger der verschiedenen Kampfsportgruppen sind, die Mehrheit der Stimmen kam aber aus den ländlichen Regionen des Landes.

## Mitglieder

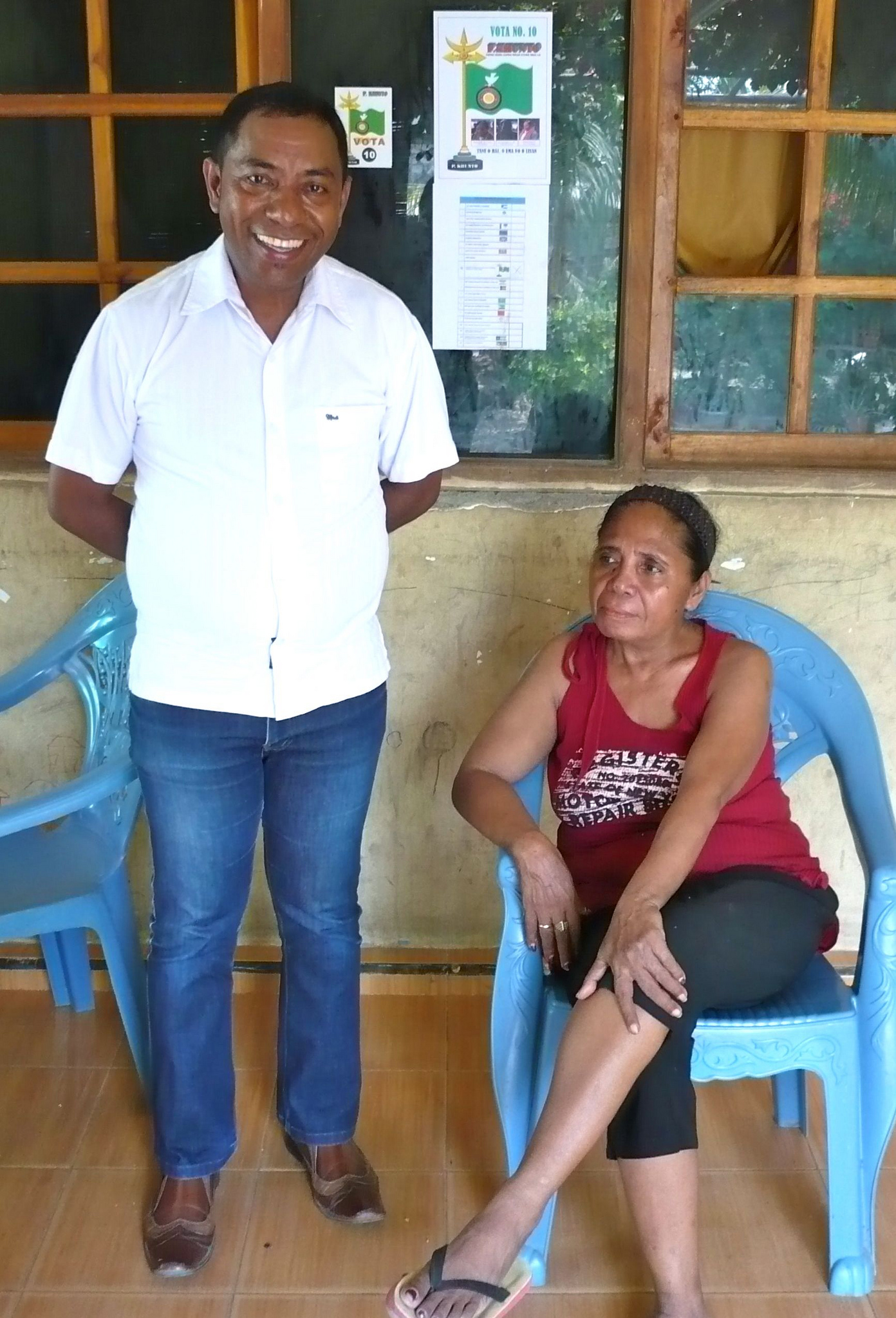
Vizepräsidentin Olinda Guterres und Generalsekretär José Agustinho da Silva vor dem KHUNTO-Büro in Dili (2012)

Präsidentin der Partei ist Armanda Berta dos Santos. Sie ist die Ehefrau von José dos Santos Naimori Bucar, Anführer von Korka und Parteimitgründer und offizieller Berater (Consilhero maximo) von KHUNTO ist.
Der erste Generalsekretär der KHUNTO war António Verdial de Sousa. Er wurde später von José Agustinho da Silva abgelöst. Dafür wurde António Verdial de Sousa erster Vizepräsident der Partei. Zweiter Vize wurde José Cardoso (ein Korka-Mitglied aus Viqueque), dritter Olinda Guterres. Zum ersten stellvertretenden Generalsekretär wurde António Maria Nobre Amaral Tilman ernannt, zweiter João Zacarias und dritter Luís Roberto da Silva. José Turquel wurde Nationaler Berater. Später wurde Olinda Guterres zweite Vizepräsidentin, Luís Roberto da Silva erster Vizegeneralsekretär, João Zacarias blieb zweiter und António Maria Nobre Amaral Tilman dritter.
Beim Zweiten Nationalkongress der KHUNTO im März 2020 wurde der Vorstand neu gewählt. Armanda Berta dos Santos wurde bis 2024 als Parteivorsitzende bestätigt, ebenso José Agustinho da Silva als Generalsekretär. Erster Vizepräsident wurde Nicolau Lino Freitas Belo, zweiter Joaquim Gusmão Martins, dritter Pedro dos Reis und Sílvia Hornay vierte Stellvertreterin. Neuer erster Vizegeneralsekretär wurde José Turquel, zweiter Abílio Xavier Lebo und dritter Zeto Patrício.